# Штрибек, Рихард
Рихард Герман Штрибек (нем. Richard Hermann Stribeck; 7 июля 1861, Штутгарт — 29 марта 1950, Штутгарт) — немецкий инженер-механик.
Рихард Герман Штрибек c 1880 года учился на машиностроительном факультете Высшей технической школы Штутгарта. С 1885 года он работал в качестве инженера-конструктора в Кенигсберге. В 1888 году Рихард Штрибек стал профессором строительной школы в Штутгарте, а в 1890 году — профессором машиностроения в Высшей Технической школе Дармштадта. В 1893 году он занял позицию в Высшей Технической школе Дрездена, где он работал до 1898 года, в качестве профессора на машиностроительном факультете. В то же время он активно занимался изучением механических передач. В 1896 году он стал заведующим механических лабораторией технической школы.
В 1898 году профессор Штрибек возглавил физико-металлургический факультет Императорского технологического института и стал директором Центра научных и технических исследований (Zentralstelle für wissenschaftlich-technische Untersuchungen) в Нойбабельсберге (Neubabelsberg).

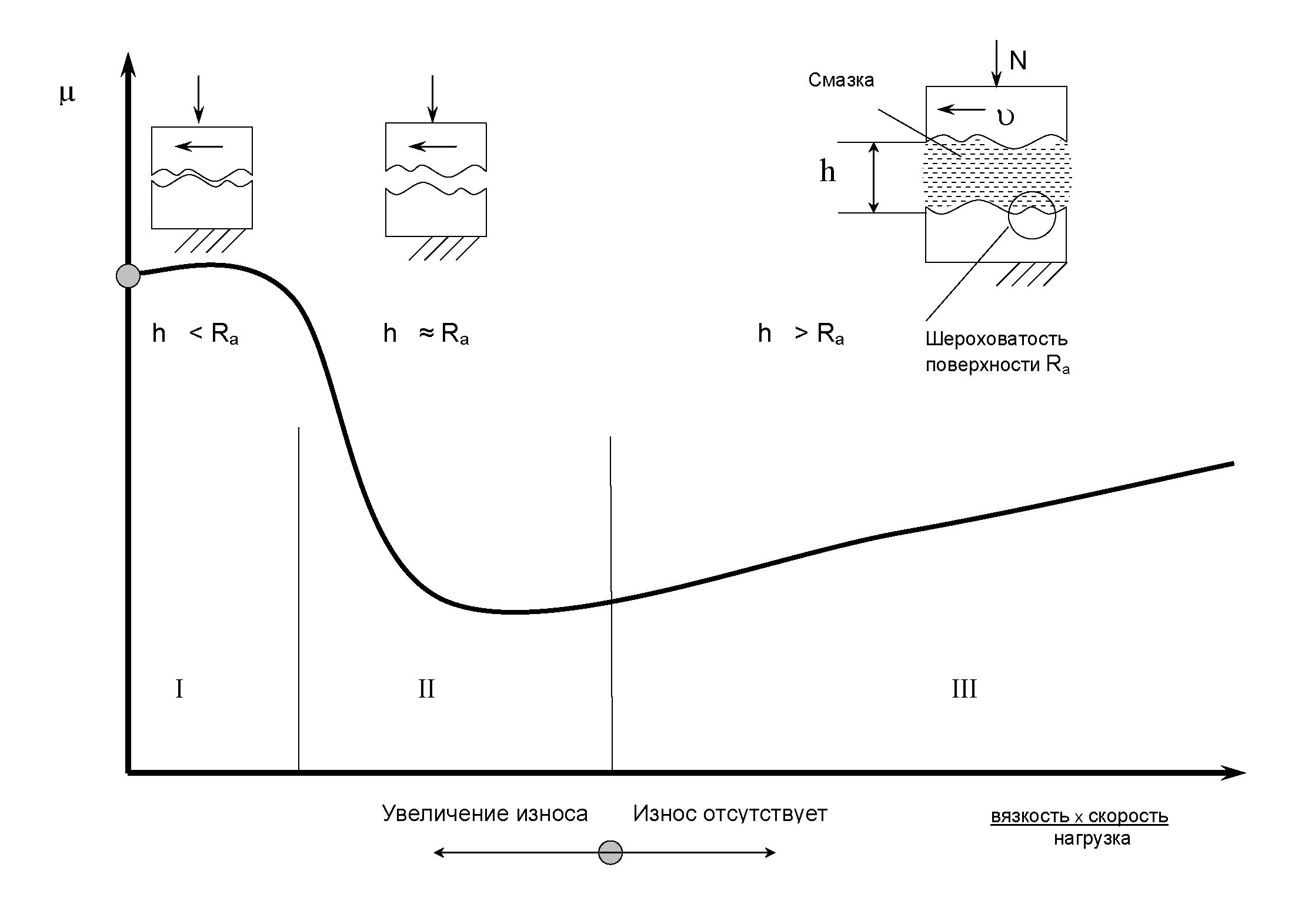
Кривая Штрибека-Херси

В 1902 году профессор Штрибек описал зависимость коэффициента трения в подшипнике от скорости вращения при наличии смазки, которая позднее была названа в его честь кривой Штрибека.
С 1908 года профессор Штрибек работал для концерна Фридрих Крупп АГ в Эссене. В 1919 году он стал работать для концерна Роберт Бош в Штутгарте. Профессор Штрибек и Роберт Бош были товарищами по учёбе в Королевском Вюртембергском политехникуме в Штутгарте. Их дружеские отношения продолжались всю жизнь.
За заслуги Рихард Штрибек был награждён медалью Вильгельма Экснера.

## Публикации
- Stribeck, R. (1901), Kugellager für beliebige Belastungen (Ball Bearings for any Stress), Zeitschrift des Vereins Deutscher Ingenieure 45.
- Stribeck, R. (1902), Die wesentlichen Eigenschaften der Gleit- und Rollenlager (Characteristics of Plain and Roller Bearings), Zeit. des VDI 46.
- Stribeck, R. Die wesentlichen Eigenschaften der Gleit- und Rollenlager (The basic properties of sliding and rolling bearings), Zeitschrift des Vereins Deutscher Ingenieure, 2002, Nr. 36, Band 46, p. 1341—1348, p. 1432—1438 and 1463—1470